# Anoplolepis nuptialis
Anoplolepis nuptialis – gatunek mrówki z podrodziny Formicinae. Występuje w Republice Południowej Afryki.